# Dominów (przystanek kolejowy)
Dominów – przystanek kolejowy w Dominowie, w województwie lubelskim, w Polsce. Znajdują się tu 2 perony.

## Ruch pasażerski[1]
| Rok  | Wymiana pasażerska na dobę |
| ---- | -------------------------- |
| 2017 | 100-149                    |
| 2018 | 100-149                    |
| 2019 | 150-199                    |
| 2020 | 50-99                      |
| 2021 | 50-99                      |
| 2022 | 100-149                    |
| 2023 | 150-199                    |

## Historia
W 1944 roku stacja stała się obiektem udanej akcji oddziału partyzanckiego Armii Krajowej pod dowództwem Wojciecha Rokickiego ps. Nerwa. W odwecie za nią Niemcy dokonali egzekucji grupy więźniów Zamku Lubelskiego.